# Cát Chấn Phong
Cát Chấn Phong (tiếng Trung: 葛振峰; sinh tháng 10 năm 1944) là Thượng tướng Quân Giải phóng Nhân dân Trung Quốc (PLA). Ông từng giữ chức vụ Ủy viên Ban Chấp hành Trung ương Đảng Cộng sản Trung Quốc khóa XVI, XVII; Phó Tổng Tham mưu trưởng Quân Giải phóng Nhân dân Trung Quốc và Viện trưởng Viện Hàn lâm Khoa học Quân sự Trung Quốc.

## Thân thế và binh nghiệp
Cát Chấn Phong sinh tháng 6 năm 1942 tại Thanh Uyển, tỉnh Hà Bắc. Cát Chấn Phong nhập ngũ tháng 6 năm 1962, trưởng thành từ chiến sĩ, gia nhập Đảng Cộng sản Trung Quốc tháng 7 năm 1965. Ông từng đảm nhiệm chức vụ Trung đội trưởng; Tham mưu khoa Tác huấn; Tiểu đoàn trưởng; Tham mưu trưởng Trung đoàn; Trung đoàn trưởng; Tham mưu trưởng Sư đoàn, Phó sư đoàn trưởng. Tháng 9 năm 1981 đến tháng 7 năm 1983, Cát Chấn Phong học tập hệ Chỉ huy tại Học viện Quân sự Quân Giải phóng Nhân dân Trung Quốc.
Năm 1984, nhậm chức Phó Tham mưu trưởng Tập đoàn quân. Năm 1988, Cát Chấn Phong được bổ nhiệm làm Tham mưu trưởng Tập đoàn quân 39, Quân khu Thẩm Dương.
Năm 1992, Cát Chấn Phong được điều động giữ chức Tư lệnh Tập đoàn quân 64. Tháng 11 năm 1996, nhậm chức Tham mưu trưởng Quân khu Thẩm Dương. Tháng 1 năm 1999, Cát Chấn Phong được bổ nhiệm làm Phó Tư lệnh Quân khu Thẩm Dương. Tháng 12 năm 2000, ông được điều động giữ chức Phó hiệu trưởng Đại học Quốc phòng Trung Quốc.
Tháng 7 năm 2001, Cát Chấn Phong được bổ nhiệm giữ chức vụ Viện trưởng Viện Hàn lâm Khoa học Quân sự Trung Quốc. Tháng 11 năm 2002, ông được bổ nhiệm làm Phó Tổng Tham mưu trưởng Quân Giải phóng Nhân dân Trung Quốc, Phó Bí thư Đảng ủy Bộ Tổng Tham mưu. Năm 2008, Cát Chấn Phong được bầu làm Đại biểu Nhân đại toàn quốc Trung Quốc khóa XI.
Tháng 12 năm 2009, Cát Chấn Phong được miễn nhiệm chức vụ Phó Tổng Tham mưu trưởng, nghỉ công tác trong quân đội.
Ngày 26 tháng 2 năm 2010, tại hội nghị lần thứ 13, Ủy ban Thường vụ Đại hội Đại biểu Nhân dân Toàn quốc Cộng hòa Nhân dân Trung Hoa đã bầu Cát Chấn Phong giữ chức vụ Phó Chủ nhiệm Ủy ban Hoa kiều Nhân đại toàn quốc khóa XI, nhiệm kỳ 2008—2013.

## Lịch sử thụ phong quân hàm
| Quân hàm |        |             |             | Thượng tướng |  |  |  |  |  |  |  |
| Cấp bậc  | Đại tá | Thiếu tướng | Trung tướng | Thượng tướng |  |  |  |  |  |  |  |
|          |        |             |             |              |  |  |  |  |  |  |  |